# نانسي جيه. كوري
نانسي جيه. كوري (بالإنجليزية: Nancy J. Currie-Gregg)‏ (و. 1958  م) هي مهندسة، ورائدة فضاء أمريكية، ولدت في ويلمنتجون، ديلاوير.

## التعليم
تعلمت في جامعة كاليفورنيا الجنوبية، وجامعة هيوستن، وجامعة ولاية أوهايو، وكلية فيتربي للهندسة ‏.

## جوائز
حصلت على جوائز منها:
- وسام الاستحقاق الأمريكي برتبة فيلق
- Women in Aviation International [الإنجليزية]‏.